# 열역학적 자유 에너지
열역학에서 열역학적 자유 에너지(thermodynamic free energy)는 열역학계의 상태 함수 중 하나이다(나머지는 내부 에너지, 엔탈피, 엔트로피 등). 자유에너지의 변화는 시스템이 일정한 온도에서 한 과정에서 수행할 수 있는 최대 일량이며, 그 부호는 그 과정이 열역학적으로 바람직한지 아니면 비허용되는지를 나타낸다. 자유 에너지에는 일반적으로 위치 에너지가 포함되어 있으므로 절대적인 것이 아니라 영점 선택에 따라 달라진다. 따라서 상대적인 자유 에너지 값, 즉 자유 에너지의 변화만이 물리적으로 의미가 있다.
자유 에너지는 일정한 온도에서 열역학적 일, 즉 열에너지에 의해 매개되는 일을 수행하는 데 사용할 수 있는 제1법칙 에너지의 일부이다. 자유 에너지는 그러한 작업 과정에서 돌이킬 수 없는 손실을 입을 수 있다. 제1법칙 에너지는 항상 보존되므로 자유 에너지는 소모성, 제2법칙 종류의 에너지임이 분명하다. 여러 자유 에너지 함수는 시스템 기준에 따라 공식화될 수 있다. 자유 에너지 함수는 내부 에너지의 르장드르 변환이다.

## 같이 보기
- 에너지
- 엑서지
- 열역학 제2법칙
- 초전도 현상